# Cosmophasis maculiventris
Cosmophasis maculiventris là một loài nhện trong họ Salticidae.
Loài này thuộc chi Cosmophasis. Cosmophasis maculiventris được Embrik Strand miêu tả năm 1911.